# رؤوف عبد اللاييف
رؤوف جانبخيش أوغلو عبداللاييف - (بالأذرية: Rauf Abdullayev) هو قائد اركسترا السمفونية في فيلهارموني أكاديمى لدولة أذربيجان، بروفيسور، حائز على وسام شهرة (أذربيجان)، جائزة «القيقب الذهبي» (2018)، «جائزة الدولة»، وسام «استقلال» قائد اركسترا أذربيجاني رؤوف عبد اللاييف.

## سيرته ذاتية ونشاته
ولد رؤوف عبد اللاييف عام 1937، في مقاطعة قبادلي. تخرج من أكاديمية باكو للموسيقى إسمه عزير حاجبايوف في 1959 ومعهد لينينغراد الحكومي على تخصص قائد اركسترا في 1965.
عمل قائد اركسترا في مسرح أكاديمية دولة أذربيجان للأوبرا والباليه في 1965-1984.
منذ 1984 كان قائد اركسترا في أوركسترا أذربيجان السيمفونية الحكومية.

## جوائزه
- تكريم عامل فني جمهورية أذربيجان الاشتراكية السوفيتية -21 مايو، 1970
- فنان الشعب جمهورية أذربيجان الاشتراكية السوفيتية - 1 ديسمبر، 1982
- وسام «استقلال» - 2 نوفمبر، 2017
- جائزة الدولية «القيقب الذهبي» 11 مايو، 2018